# Nuvolositat
La nuvolositat (també coneguda com a coberta de núvols) es refereix a la fracció del cel enfosquida pels núvols quan s'observen des d'una ubicació particular.
Concretament en meteorologia, la nuvolositat és tota l'aigua condensada en l'atmosfera terrestre que sigui visible a ull nu com una totalitat i que no toqui la terra. Per tant, engloba també la boira i la boirina. Actualment la cobertura de núvols existent en un lloc la determinen observadors meteorològics proveïts de sensors meteorològics especials o amb càmeres. Les dades obtingudes amb satèl·lits meteorològics només estan disponibles regionalment.

## Classificació
Tradicionalment la nuvolositat s'estimava en fraccions de deu, però actualment es fan servir fraccions de vuit. L'escala comença amb la nuvolositat absent, 0/8 i es va incrementant fins al cel ple de núvols (cobert) 8/8 i el cel no és visible, 9/8.

## Paper dins el sistema climàtic

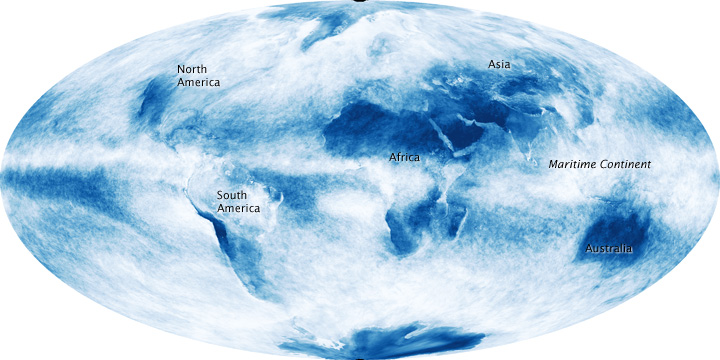
Cobertura de núvols mundial mtjana en el mes d'octubre de 2009.
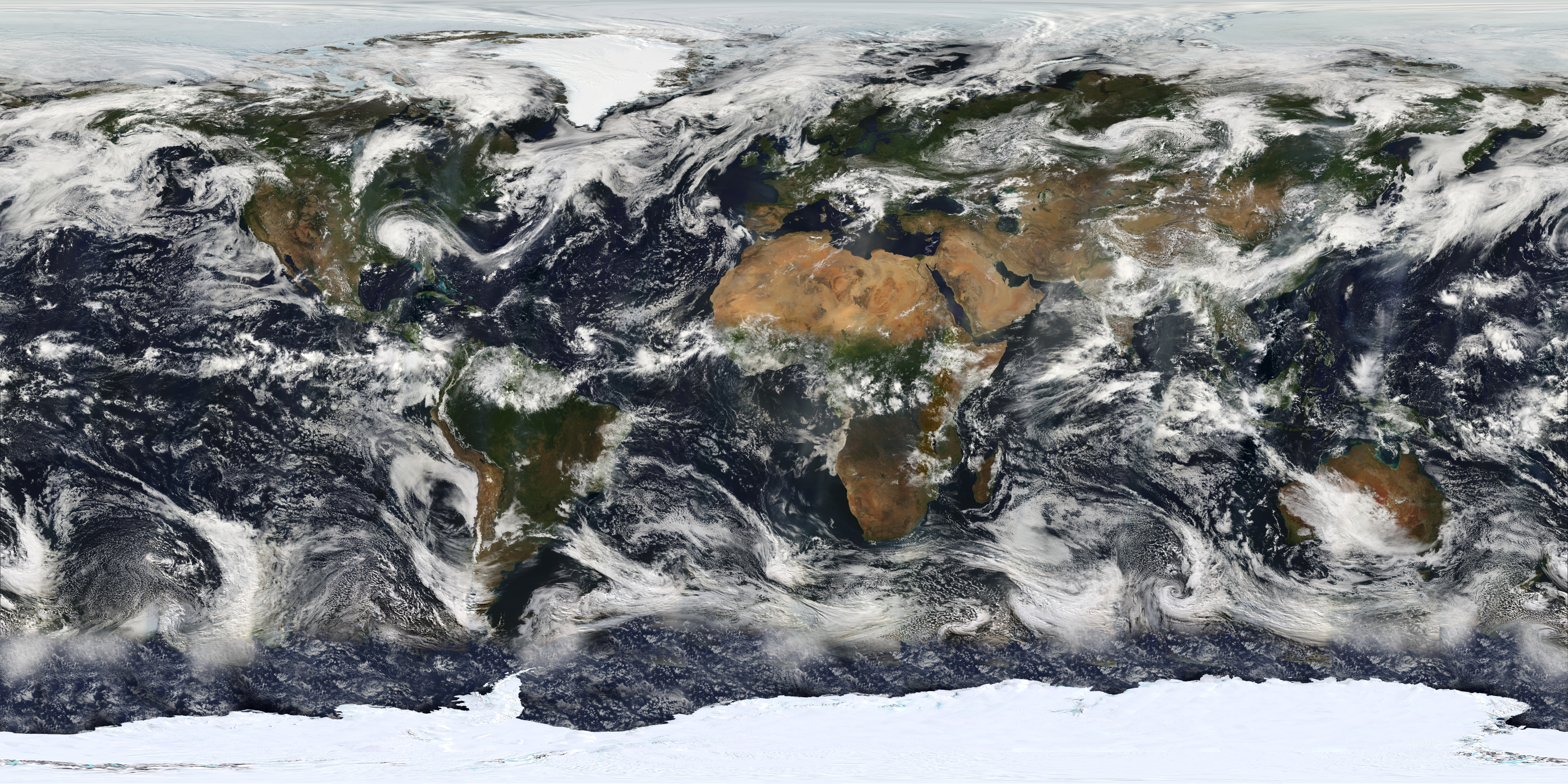
Imatge per satèl·lit de la nuvolositat basada en observacions de la NASA l'11 de juliol de 2005.

Els núvols juguen molts papaers crítics dins el sistema climàtic. En particular, essent els núvols objectes brillants dins la part visible de l'espectre de la llum, reflecteixen eficientment la llum cap a l'espai i així contribueixen a refredar la Terra.